# Sandra Bréa
Sandra Bréa Brito (Rio de Janeiro, 11 de maio de 1952 — Rio de Janeiro, 4 de maio de 2000) foi uma atriz brasileira.
Foi considerada símbolo sexual do país na décadas de 1970 e 1980.
Foi famosa não apenas pelos seus muitos trabalhos, mas também por ter assumido publicamente, em agosto de 1993, que foi contaminada pelo vírus do HIV, lutando contra a discriminação. Contudo, a atriz faleceu vítima de câncer de pulmão, sete anos mais tarde.
Foi expoente do Movimento de Arte Pornô.

## Carreira
Sandra era filha de Aurora Santorra e de um oficial da Força Aérea americana. Iniciou sua carreira aos treze anos de idade, como modelo. Aos catorze, ela seguiu para o teatro de revista do Rio, onde estrelou Poeira de Ipanema.
Como atriz estreou, em 1968, na peça Plaza Suite, tendo sido escolhida para o papel pelo diretor João Bittencourt e pela atriz Fernanda Montenegro.
Contratada por Moacyr Deriquém, foi trabalhar na Rede Globo, estreando na telenovela Assim na Terra Como no Céu, em 1970. Em 1972, o diretor Daniel Filho convidou-a para interpretar Telma, personagem da telenovela O Bem Amado, de Dias Gomes, seu primeiro grande papel. Em seguida, atuou em Os Ossos do Barão e Corrida do Ouro, Escalada, O Pulo do Gato, Memórias de Amor, Elas por Elas, Sabor de Mel, Ti Ti Ti, Bambolê, Pacto de Sangue, Gente Fina e Felicidade. Com exceção de Sabor de Mel, feita na Rede Bandeirantes, todas as demais foram feitas na Rede Globo.
Logo que estreou na televisão, Sandra Bréa começou a fazer não apenas novelas, mas também shows, como Faça Humor, Não Faça Guerra, onde conheceu Luís Carlos Miele, que veio a ser seu parceiro em uma série de apresentações que misturavam canto, dança e humor, principalmente no programa Sandra e Miele, apresentado pela Rede Globo a partir de 1976, tornando-se um grande sucesso de crítica e de audiência.
Muito bonita, Sandra Bréa foi um dos principais símbolos sexuais do Brasil, principalmente na década de 1970, tendo posado nua diversas vezes para as revistas como Status e Playboy, entre outras. Sua beleza também rendeu convites para filmes eróticos (como Sedução; Cassy Jones, o Magnífico Sedutor; Herança dos devassos, Um uísque antes, um cigarro depois e Os Mansos) e pornochanchadas. Seus primeiros nus foram feitos ainda na década de 1970, em pleno regime militar, quando esse tipo de coisa era bem menos comum.
Em julho de 1987, é acusada de disparar quatro tiros contra um motorista. O incidente foi contornado e divulgado como apenas um mal entendido e sua mãe, Aurora, suicida-se.
Em 9 de janeiro de 1998, fez uma participação especial no último capítulo da telenovela Zazá, de Lauro César Muniz, exibida pela Rede Globo, onde diz uma mensagem às vítimas da Aids.

## Saúde e morte
Em 6 de setembro de 1996, foi operada no hospital Samaritano, no Rio, para retirada das trompas, útero e ovários.
Desde que assumiu sua sorologia, Sandra Bréa se afastou de tudo e de todos. Em dezembro de 1999, seus médicos detectaram um tumor maligno no pulmão em estágio avançado e lhe deram seis meses de vida. No mês seguinte, foi internada e submetida a uma biópsia. A proposta foi de um tratamento à base de quimioterapia e radioterapia. Sandra recusou.
No final de abril de 2000, já praticamente sem voz, com muitas dores, insuficiência respiratória e febre, a atriz concordou em receber um oncologista.
Em 2 de maio de 2000, ela foi levada ao Hospital Barra D'or para fazer uma tomografia computadorizada. Não soube o resultado, pois morreu dois dias depois em sua casa, em Jacarepaguá. Foi sepultada no Cemitério São João Batista, em Botafogo. Após 15 anos, seus restos mortais foram exumados e encontram-se no cemitério à espera de um jazigo, como revelou Welson Rocha no seu canal "Meu Brasil de Histórias" no You Tube. “Não morrerei de Aids”, dizia. “Vou morrer como qualquer um, atropelada”.

## Vida pessoal
De 1972 até 1975, Sandra Bréa foi casada com Eduardo Espínolla Netto, de quem se divorciou. Sandra também teve outros dois maridos, o fotógrafo Antonio Guerreiro (1981-1983) e o empresário gaúcho Arthur Guarisse (1983).
Ela deixou um filho adotivo, Alexandre Bréa Brito, com quem alegadamente estava brigada à época de sua morte. Alexandre desapareceu no ano seguinte e em 2019 foi dado como morto pela justiça.

## Filmografia

### No cinema
| Ano  | Nome                               | Personagem | Nota                        |
| ---- | ---------------------------------- | ---------- | --------------------------- |
| 1983 | As Aventuras de Mário Fofoca       | —          |                             |
| 1980 | O Convite ao Prazer                | Ana        |                             |
| 1980 | Herança dos Devassos               | Délia      |                             |
| 1979 | Sede de Amar                       | Tânia      |                             |
| 1979 | Os Imorais                         | Glória     | [ 12 ]                      |
| 1979 | Sábado Alucinante                  | Laura      |                             |
| 1979 | A República dos Assassinos         | Marlene    |                             |
| 1979 | O Prisioneiro do Sexo              | Ana        |                             |
| 1978 | A Noite dos Duros                  | Cassandra  |                             |
| 1978 | Amada Amante                       | Fátima     |                             |
| 1974 | Sedução                            | Flametta   |                             |
| 1973 | Os Mansos                          | —          | Segmento: "AB... de Ouro"   |
| 1972 | Cassy Jones, o Magnífico Sedutor   | Clara      |                             |
| 1970 | Um Uísque antes, um Cigarro depois | —          | Segmento: "Um Uísque Antes" |

### Na televisão
| Ano     | Nome                        | Personagem                               | Nota                                         | Emissora          |
| ------- | --------------------------- | ---------------------------------------- | -------------------------------------------- | ----------------- |
| 1970    | Assim na Terra como no Céu  | Babi                                     |                                              | Rede Globo        |
| 1970    | Faça Humor, Não Faça Guerra | Vários personagens                       |                                              | Rede Globo        |
| 1972    | Uau, a Companhia            | Vários personagens                       |                                              | Rede Globo        |
| 1972    | Bicho do Mato               | Lua                                      |                                              | Rede Globo        |
| 1973    | O Bem-Amado                 | Telma Paraguaçu                          |                                              | Rede Globo        |
| 1973    | Os Ossos do Barão           | Zilda                                    |                                              | Rede Globo        |
| 1973    | Fantástico                  | Ela Mesma                                |                                              | Rede Globo        |
| 1974    | Caso Especial               | Nora                                     | Episódio: "Mulher"                           | Rede Globo        |
| 1974    | Corrida do Ouro             | Isadora                                  |                                              | Rede Globo        |
| 1975    | Escalada                    | Roberta                                  |                                              | Rede Globo        |
| 1976    | Sandra & Miele              | Ela Mesma                                |                                              | Rede Globo        |
| 1978    | O Pulo do Gato              | Noêmia                                   |                                              | Rede Globo        |
| 1979    | Memórias de Amor            | Lívia                                    |                                              | Rede Globo        |
| 1980    | Planeta dos Homens          | Vários Personagens                       |                                              | Rede Globo        |
| 1981-87 | Viva o Gordo                | Vários Personagens                       |                                              | Rede Globo        |
| 1981    | Amizade Colorida            | Vera Bianca                              | Episódio: "Isso Acontece"                    | Rede Globo        |
| 1982    | Estúdio A… Gildo            |                                          |                                              | Rede Globo        |
| 1982    | Elas por Elas               | Vanda                                    |                                              | Rede Globo        |
| 1983    | Sabor de Mel                | Laura                                    |                                              | Rede Bandeirantes |
| 1983    | Almoço com as Estrelas      | Apresentadora interina com Wagner Montes |                                              | SBT               |
| 1984    | Programa Flávio Cavalcanti  | Jurada                                   |                                              | SBT               |
| 1985    | Ti Ti Ti                    | Jacqueline                               |                                              | Rede Globo        |
| 1986    | Hipertensão                 | Dra. Denise                              | Participação especial                        | Rede Globo        |
| 1987    | Bambolê                     | Glória Müller / Condessa Von Trupp       |                                              | Rede Globo        |
| 1989    | Pacto de Sangue             | Francisca Matoso                         |                                              | Rede Globo        |
| 1990    | Gente Fina                  | Janete                                   |                                              | Rede Globo        |
| 1991    | Os Trapalhões               | Madrasta da Branca de Neve               | Episódio: “Branca de Neve e os Quatro Anões” | Rede Globo        |
| 1991    | Felicidade                  | Rosita                                   |                                              | Rede Globo        |
| 1998    | Zazá                        | ela mesma                                | Episódio: 10 de janeiro                      | Rede Globo        |